# Referéndum sobre la independencia de Sudán del Sur de 2011
Sudán del Sur celebró un referéndum sobre si debía o no permanecer como parte de Sudán entre el 9 y el 15 de enero de 2011. Esto fue parte del Acuerdo de Naivasha de 2005 entre el gobierno central de Jartum y el Ejército de Liberación del Pueblo de Sudán. Un referéndum simultáneo se llevó a cabo en Abyei sobre la conveniencia de formar parte del Sudán del Sur.
El 7 de febrero de 2011, la Comisión del Referéndum publicó los resultados finales, en los cuales el 98.83% de votantes estuvieron a favor de la independencia. Aunque los votos fueron suspendidos en 10 de los 79 condados por exceder el 100% de la participación de los votantes, el número de votos estuvo muy por encima del requisito de 60% de participación, y el voto de la mayoría a favor de la secesión no estuvo en discusión. 
De esta manera, el 9 de julio de 2011, Sudán del Sur proclamó pacíficamente su independencia de Sudán.

## Antecedentes

Sudán del Sur (celebró referéndum en 2011)
Abyei (un referéndum sería realizado en 2011, pero fue postergado debido a la situación política)
Montes Nuba y Nilo Azul (consultas populares iban a ser realizadas en 2011, pero fueron suspendidas por el gobernador de Kordofán del Sur)

Los requisitos previos para el referéndum incluyen un censo, que definirá cómo la riqueza y el poder político se distribuirán entre las regiones. El censo sentó las bases de un proceso de registro electoral, el cual permitió las elecciones generales de Sudán en 2010, que a su vez preparó el escenario para el referéndum. A principios de 2008, el censo se había retrasado tres veces por diversos problemas entre los que destacaron desacuerdos entre el norte y el sur sobre lo que estaban obligados en virtud del Acuerdo de Naivasha, dificultades de financiación y un enorme desafío logístico. En el sur, los campos de minas de tiempos de la guerra civil dificultaban el movimiento, mientras que casi cinco millones de sudaneses son nómadas. Más de dos millones son desplazados internos desde el sur y permanecen en campos a los alrededores de Jartum, la capital del país, mientras que muchos refugiados permanecen en Uganda y Kenia. Se produjo además, una complicación adicional conocida como el conflicto de Darfur al oeste, donde civiles que habían huido de los ataques se negaron a participar en el censo por temor a que el gobierno utilizara los datos en contra de ellos. Los grupos rebeldes de Darfur fueron unánimes en su denuncia hacia el censo previsto, mientras que el Movimiento Justicia e Igualdad amenazó con atacar a cualquier empadronador.
Existen desacuerdos entre el Partido del Congreso Nacional y el Ejército de Liberación del Pueblo de Sudán sobre qué proporción de los votantes tendrán que estar a favor de la independencia (el PCN pide que al menos 75% de la población apoye la secesión), si se les debe permitir votar a los sudaneses del sur que viven en el norte, y el proceso de separación posterior al referéndum (incluyendo la división de la deuda nacional). Se dieron algunos progresos moderados a principios de septiembre de 2010, pero se mantienen los desacuerdos sobre los puntos fundamentales.
Se prevé celebrar "consultas populares" en Kordofán del Sur y Nilo Azul, sin una clara referencia a los referéndums y la independencia, existen preocupaciones sobre el futuro de estas regiones.
En octubre de 2009, el gobierno central de Sudán y el gobierno de Sudán del Sur acordaron que la participación tendría que ser de 60% para el referéndum fuera válido, y que si la participación es del 60% o más, una simple mayoría de votos a favor de la independencia dará lugar a la independencia de Sudán del Sur.
La fecha propuesta para el referéndum fue 9 de enero de 2011; en caso de que la participación fuera insuficiente en el primer referéndum, un segundo referéndum se llevará a cabo sesenta días después.

## Controversias
Las autoridades en el norte y el sur de Sudán han sido acusadas de acoso e intimidación contra los medios de comunicación a fin de evitar la cobertura de disidentes. Grupos de derechos humanos advirtieron los medios de comunicación podría ser castigados con más restricciones.
El ministro de Juventud y Deportes, Suwar Majid Haj, del Partido del Congreso Nacional sugirió que el gobierno no podrá reconocer los resultados y debería hablar con los EE. UU., la ONU y la Unión Africana y decir que el Ejército de Liberación del Pueblo de Sudán no cumplió con el Acuerdo de Naivasha al permitir campañas abiertas de sus soldados en áreas del sur de Sudán (Norte de Sudán del Sur). También dijo que las potenciales fronteras entre ellos tendrían que ser reasignadas.
Salva Kiir, presidente de la región sur y primer vicepresidente de Sudán, dijo que el momento del referéndum será muy importante ya que habría un "riesgo de un regreso a la guerra en caso de retraso o la negación de este ejercicio, y sería a una escala masiva."
Kuol Deim Kuol, portavoz del Ejército de Liberación, acusó al Partido del Congreso de "estar buscando un pretexto para reiniciar una guerra" y llamó a Suwar Majid Haj, "belicista".
El presidente de Sudán, Omar al-Bashir, acusó al Ejército de Liberación de violar los términos del acuerdo de paz, y advirtió la reanudación bélica si los conflictos no se resolvieran antes del referéndum. A pesar de ello, dijo estar comprometido a la celebración del referéndum, pero insistió en resolver las diferencias sobre las fronteras comunes, la forma de compartir el petróleo, la deuda nacional y el agua del río Nilo.
Sudán del Sur teme un regreso a la guerra civil, si el referéndum fallara debido a la creciente retórica de odio entre los habitantes del norte y sur. Sin embargo, a raíz de desavenencias entre las partes del Sur, los más de 20 partidos políticos han dejado a un lado sus diferencias para dar una muestra de unidad antes del referéndum. El Ministro de Relaciones Exteriores de Arabia Saudí Saud al-Faisal dijo que el referéndum podría "reavivar la violencia... en lugar de traer la paz," y que el voto debe ser "justo y libre."
Los Estados Unidos renovaron las sanciones a Sudán el 1 de noviembre de 2010, a fin de presionar al gobierno a realizar el referéndum en el plazo fijado. Los EE. UU. ofrecieron a Sudán retíralos de la lista de estados patrocinadores del terrorismo si los dos referéndums se celebran a tiempo y los resultados sean respetados.
También hubo una campaña mediática para crear conciencia y aumentar la participación.
A raíz de las preocupaciones de las Naciones Unidas sobre un retraso, los representantes de ambas regiones, afirmó el compromiso de celebrar el referéndum a tiempo.
El PCN acusó al ELPS de desalentar a los sureños que viven en el norte del país de registrarse. Además, los sureños en el Norte están reacios a votar debido al miedo de ser expulsados de sus hogares. Los musulmanes en las provincias fronterizas del Sur también expresaron su temor a la violencia que podría desatarse como consecuencia del referéndum.

### Abyei
Las conversaciones para resolver la situación y los criterios de elegibilidad de los votantes del territorio en disputa de Abyei, se rompieron en octubre de 2010, aunque tanto el PCN y el ELPS dijeron que sus respectivas comitivas "se reunirían de nuevo en Etiopía a finales de octubre para continuar sus discusiones. Las partes se comprometieron a continuar con su objetivo común de evitar un retorno al conflicto."
Didiri Mohammad Ahmad, un oficial de PCN, dijo que "no será posible" celebrar el referéndum sobre el futuro de Abyei a tiempo, y podría ser retrasado por meses o resolverse sin someterlo a votación. Añadió que "llegamos al acuerdo de que en las futuras conversaciones vamos a tratar de buscar otras alternativas."
El ministro de defensa de Sudán, Abdel-Rahim Mohamed Hussein, sugirió que la votación tendrá que posponerse. "De acuerdo a la realidad sobre el terreno... las cuestiones fronterizas y Abyei deben resolverse en el marco de una nación, porque al hacerlo en el marco de dos países libres, abriría la puerta a la injerencia extranjera. El referéndum no es el objetivo principal, sino una herramienta para consolidar y promover la seguridad y la estabilidad." El embajador de Sudán ante la ONU Daffa-Alla Elhag Ali Osman dijo ante el Consejo de Seguridad que "es evidente que cualquier intento de llevar a cabo el plebiscito antes de alcanzado un acuerdo entre las partes (sobre Abyei) significaría el regreso a la guerra." Los Estados Unidos dijeron estar trabajando para evitar el "peligro" que significaría el no realizar el referéndum.
El gobierno de Sudán pidió a la ONU realizar la impresión de papeletas para el referéndum y la comisión electoral advirtió que cualquier demora podría pasar la fecha límite para celebrar las elecciones.

## Asuntos
Muchos de los que huyeron del Sur durante la guerra civil han comenzado a volver. Algunos políticos del Sur están tratando de que estos participen en el referéndum a favor de la independencia de Sudán del Sur.
Egipto ha propuesto que el Norte y el Sur formen una confederación. Sin embargo, el presidente Omar al-Bashir dijo que esa posibilidad no está siendo considerada, porque el referéndum es sobre "la unidad o la separación. Nuestros hermanos en el Sur se niegan por el momento a la propuesta de la confederación. Si el resultado del referéndum es la separación, las dos partes vamos a negociar sobre el futuro de las relaciones entre nosotros."
El reparto de los ingresos derivados del petróleo es también un problema. Se estima que 85 por ciento de lo que produce el país viene desde el Sur, que nunca obtuvo su "parte justa" o beneficios como resultado de los ingresos petroleros.

## Precedentes

Forma del voto para el referéndum. A la izquierda, con una mano alzada, la elección por la independencia, y a la derecha, con un saludo entre dos manos, la opción por continuar unido a Sudán.

Se ha planteado que un voto positivo en el referéndum de Sudán del Sur sentaría un precedente para otros movimientos secesionistas en el continente africano como el de Somalilandia, la República Árabe Saharaui Democrática, Camerún Meridional y la República de Cabinda. Un análisis de la cadena Al Jazeera en inglés dijo que algunas de las razones para la búsqueda de secesión son: la falta de experiencia de las élites políticas post-coloniales en el gobierno de sus respectivos países y la gestión de los recursos naturales; el impacto de la Guerra fría en la cual muchos países africanos tomaron partido, prestando una soberanía inefectiva; prejuicios tribales y servicios preferenciales que dominan la política africana y el fracaso de los gobiernos para proporcionar las libertades básicas como plena garantía ciudadanía para todos.
Como dos importantes miembros de la Unión Africana, Nigeria y Sudáfrica pudieron ser reacios a apoyar un nuevo e independiente Sudán del Sur debido a que el reconocimiento del mismo podría "enviar un mensaje muy claro a los grupos de sus propios países que luchan por la autonomía."

## Elección
- Artículos en Wikinoticias: Más del 98% vota a favor de la independencia de Sudán del Sur

La inscripción para la votación comenzó el 15 de noviembre con el presidente de Sudán del Sur, Salva Kiir, como primer inscrito en el padrón; culminó el 15 de diciembre, habiéndose registrado casi cuatro millones de sur-sudaneses (3.930.000, según fuentes oficiales), tanto en la región como en varios países donde existe una importante diáspora, donde también se podrá votar.

## Consecuencias
Tras la independencia de Sudán del Sur, Sudán pasó de 2.505.813 km² que tenía antes, el país más extenso de África y el décimo del mundo, a contar con 1.886.066 km² que lo colocan como el decimosexto más extenso del mundo y el tercero de África. Fue adelantado por Argelia, República Democrática del Congo, por el Reino de Dinamarca, Arabia Saudita, México e Indonesia. Sudán del Sur con una extensión de 619.745 km², pasó a ocupar el puesto 45.º de la lista mundial de países más extensos.